# Gustave Falconnier
Pour les articles homonymes, voir Falconnier.
Gustave Falconnier, né le 6 juillet 1845 à Nyon et mort dans la même ville le 10 avril 1913, est une personnalité politique et un architecte suisse, inventeur des pavés de verre portant son nom. Il est père de l’architecte Jean Falconnier (1881-1968), et grand-père du géologue Alfred Falconnier (1906-1995).

## Biographie

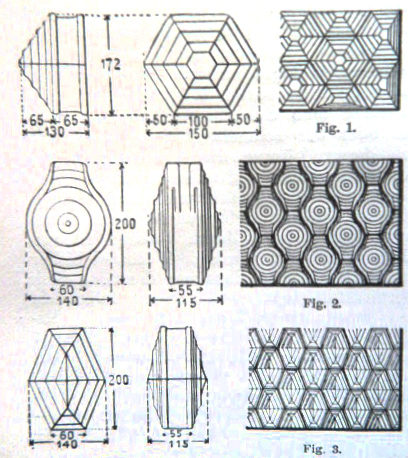
Trois types de pavés en verre soufflé projetés par Gustave Falconnier.

Gustave Falconnier est originaire de Vulliens, il suit l’École moyenne à Lausanne puis poursuit ses études à Munich et à l’École des Beaux-Arts de Paris. La guerre de 1870 le pousse à revenir dans sa ville natale pour y ouvrir un bureau d’architecture. Membre du parti radical, il siège dès 1874 au Conseil communal, puis en 1878 est élu à la Municipalité de Nyon. Il dirige brièvement la section des travaux, mais démissionne en 1879 déjà en raison de sa nomination au poste de préfet du district de Nyon, siège qu’il occupe durant 34 ans,,.
Son fils Jean Falconnier (1881-1968) est un architecte prolifique, très actif à Nyon puisqu’il dépose plus de 200 mises à l’enquête entre 1906 et 1955. Il obtient d’importants chantiers, notamment en 1919 le siège nyonnais de la Société de Banque Suisse et l’hôpital de district de Nyon en 1935-1936. Jean est très engagé aussi dans la restauration de monuments historiques, tout particulièrement des églises. Le fils de ce dernier Alfred Falconnier (1906-1995) sera quant à lui géologue spécialisé en génie civil et contributeur à diverses publications scientifiques.
Si l'activité d'architecte de Gustave Falconnier ne semble pas avoir été très importante, il est entré dans l’histoire par ses inventions, déposant plusieurs brevets pour des constructions en maçonnerie légère, pour des planchers en béton armé, et surtout pour des briques en verre soufflé (Brevet suisse 212, 27 décembre 1888) qui connaîtront un grand succès.
Dès les années 1880, Falconnier fait produire des briques de verre de formes différentes fabriquées dans des moules comme des bouteilles. Hermétiquement scellées à chaud par une pastille de verre, elles offrent de multiples avantages, dont un poids réduit, une translucidité optimale permettant de surmonter des problèmes de droit de jour, une bonne isolation, une excellente durabilité et de grandes qualités esthétiques. Ces avantages leur valent non seulement d’être primées à l’Exposition universelle de Chicago en 1893, puis à l’Exposition universelle de Paris en 1900, d’être citées dans des ouvrages de référence, notamment français ou allemands, mais d’être aussi très en faveur auprès de grands architectes comme Hector Guimard, Auguste Perret ou Le Corbusier. Elles ont été adoptées par Hendrik Petrus Berlage en 1892 dans l’immeuble De Algemeene à Amsterdam pour la réalisation de plafonds et ont acquis une certaine célébrité aussi grâce à l’ingénieuse paroi lumineuse de l’escalier de la maison d’Auguste Perret (25bis, rue Franklin) à Paris (1903).
Les briques Falconnier sont produites en Allemagne (Adlerhütte à Penzig, aujourd'hui Pieńsk, Pologne) et en Autriche (Gerresheimer Glashütte et S. Reich & Co à Vienne), et exportées dans un très large rayon. 
En Suisse, on trouve ces pavés de verre notamment à Nyon dans l’ancienne demeure de l’architecte (rue de Rive 24), au Locle, dans ancienne fabrique de montres Le Phare, vers 1885, à Delémont, dans l’ancienne Brasserie jurassienne fondée en 1886 (route de Bâle 12), ou encore à Neuchâtel dans la coupole de l’ancienne Banque cantonale, 1900 (Faubourg de l’Hôpital 20).
En 2018, Gustave Falconnier fait l'objet d'une exposition et colloque internationale à Nyon,.
Des exemplaires de ces briques de verre figurent également dans les collections du Museum of Modern Art à New York.

## Œuvres architecturales
- 1866, 5e prix au concours pour un théâtre à Vevey. Projet non exécuté, mais publié[17]
- 1873-1874, écoles de Commugny et de Marchissy[18].
- 1876, bâtiment des postes à Nyon[19].
- 1877, infirmerie à Rive à Nyon[18].
- 1880, local de gymnastique à la place Perdtemps de nyon[18].
- 1882, restauration du temple de Nyon[18].
- 1884, restauration de la façade du château de Coppet[18].
- 1890, villa Colgate à Bellevue[18].
- 1895, villa Bella Vista à Bellevue, grande villa pittoresque pour la baronne d’Outhdoorn et son époux américain Eugène Colgate[20].
- 1897-1900, villa Worth ou villa les Bleuets à Promenthoux, pour le couturier parisien Jean-Philippe Worth (collaboration avec l’architecte parisien Stephen Sauvestre)[19].